# 스티브 코크란

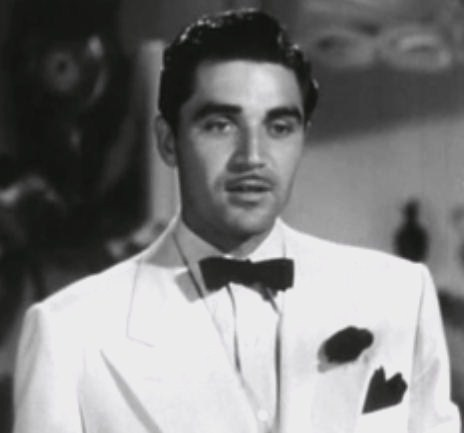

스티브 코크란(Robert Alexander Cochran, 1917년 5월 25일 ~ 1965년 6월 15일)은 미국의 연극 배우, 텔레비전 배우, 영화배우이다.
유리카에서 태어났으며 과테말라에서 사망하였다. 사인은 폐병이다.

## 영화
- 데들리 컴퍼니온 (1961년)
- 추격 (1959년)
- 나는 갱 (1958년)
- 웨폰 (1957년)
- 외침 (1957년)
- 클라이막스! (1954년)
- 프라이빗 헬 36 (1954년)
- 쉬즈 백 온 브로드웨이 (1953년)
- 사막의 노래 (1953년)
- 스톰 워닝 (1951년)
- 화이트 히트 (1949년)
- 어 송 이즈 본 (1948년) - 토니 크로우 역
- 스튜디오 원 (1948년)
- 코파카바나 (1947년)
- 체이스 (1946년)
- 더 베스트 이어스 오브 아워 리브스 (1946년) - 클리프 스컬리 역
- 우리 생애 최고의 해 (1946년)
- 원더 맨 (1945년)